# Ampie strutture anulari di Titano
Segue una lista delle ampie strutture anulari presenti sulla superficie di Titano. La nomenclatura di Titano è regolata dall'Unione Astronomica Internazionale; la lista contiene solo formazioni esogeologiche ufficialmente riconosciute da tale istituzione.
Tali strutture di Titano portano i nomi di divinità connesse con la conoscenza in varie culture del mondo.

## Prospetto
| Struttura | Eponimo                                                                                | Latitudine | Longitudine | Diametro |
| --------- | -------------------------------------------------------------------------------------- | ---------- | ----------- | -------- |
| Guabonito | Guabonito - Dea che insegnò l'uso degli amuleti nella cultura dei Taino.               | 10,9° S    | 150,5° W    | 55 km    |
| Nath      | Nath - Dea della saggezza nella cultura irlandese.                                     | 30,5° S    | 7,7° W      | 95 km    |
| Paxsi     | Paxsi - Dea della luna, dell'insegnamento e della saggezza nella cultura degli Aymara. | 5° N       | 341,2° W    | 120 km   |
| Veles     | Veles - Dio della magia nella mitologia slava.                                         | 2° N       | 137,3° W    | 45 km    |